# イリヤッド-入矢堂見聞録-
『イリヤッド-入矢堂見聞録』（いりやどうけんぶんろく）は小学館・ビッグコミックオリジナル・2002年11号より連載が開始され、2007年13号で完結した、アトランティスの探索を主題とする、東周斎雅楽原作・魚戸おさむ画の歴史サスペンス漫画である。単行本が全15巻。

## 概要
主人公の入矢修造は、アトランティスを発見すべく世界各地を訪れるが、その入矢の命を謎の暗殺集団「山の老人」が狙う（「山の老人」伝説については、暗殺教団の項を参照）。アトランティス探索という歴史ミステリー的性格と、謎の暗殺集団である「山の老人」との対決というサスペンス的性格とを兼ね備えた作品である。また、挫折したり心に傷を負ったりした人物が、入矢の夢を諦めない姿勢に感動して立ち直るという話も多く見られ（そもそも、主人公の入矢自身が挫折した人物である。登場人物の項を参照）、ヒューマンストーリー的性格の強い作品でもある。
『イリヤッド』とは主人公入矢が母親とともに営む入矢堂という骨董店とも掛かっているが、ホメロスの叙事詩『イリアッド（イリアス)』が根底にある。
シュリーマンやアガメムノンなど、作品中にそれに関わる名前、人物が多く登場する。

## 登場人物
入矢修造（いりや　しゅうぞう）
アーサー王を専門とする考古学者だったが、アーサー王の墓をめぐるスキャンダルで考古学界を追放され、東京都文京区にある古道具屋「入矢堂」の主人をしている。考古学界を追放されたさいに、入矢の見解を支持して励ましたのが、ユリの父エンドレであった。ユリの誘いにより、アトランティス探索に乗り出す。
ユリ・エンドレ
ヴィルヘルム・エンドレの娘。ウィーン大学の学生。父ヴィルヘルムの遺志を継いで、入矢とともにアトランティス探索に乗り出す。柔術を得意で道場では師範代の次に強いとのこと。母は日本人。気の強い性格。
ヴィルヘルム・エンドレ
ドイツ在住の実業家。ハンガリー出身。ハインリヒ・シュリーマンの孫パウルの日記を入手し、アトランティス探索に乗り出す。そのために、世界各地の資産家を集めて会議を開き、資金の提供と入矢への探索依頼を提唱したが、会議の出席者の一人だったヨセフ・ベルクに殺害された。日本人の妻である杏子との間に娘ユリがいるが、ユリが幼い頃に杏子とは離婚した。
ハンス・デメル
オーストリアのワンツ&ワンツ社の探偵。エンドレ財団よりユリのボディーガードとして派遣されたが、ユリと離れて入矢と行動することもある。オーストリアの対テロ特殊部隊に在籍していたことがある。父はオーストリア人で、母はトルコ人。
入矢淑子（いりや よしこ）
入矢修造の母。海外旅行が趣味。
葉山瑠依（はやま るい）
葉山美穂の息子で、「入矢堂」によく現れる。両親は離婚している。子供離れした知識と感性の持ち主で、入矢をしばしばやり込めるが、とくに料理についての知識と感性は優れている。年の離れた入矢のことを親友と呼ぶ。
葉山美穂（はやま みほ）
東大病院の女医で葉山瑠依の母。夫とは離婚している。優柔不断な性格。
サボー
ハンガリーから日本に留学してきた大学院生で、日本文学専攻。東京都新宿区在住。ユリウス・レームの財団からの依頼で、日本人学者を調べたことが縁で、入矢と知り合う。
エンリケ・グレコ
「山の老人」の幹部。スペイン出身で、元バチカン考古学研究所副所長だったが、破門された。「山の老人」は、紀元前より存在し、禁忌とすべき人類の秘密を隠蔽し続けるために、アトランティス文明の痕跡の抹消・アトランティス探索者の殺害を図る秘密結社である。
フレッド・レイトン
イギリスの著名な歴史学者。トレジャー・ハンターとしての顔も持つ。入矢とは旧知の仲で、アーサー王の墓をめぐる論争では入矢の説を批判し、その批判が決定打となって、入矢は学界から追放された。資産家で貴族であり、入矢が第三者に「友人のフレッド・レイトン」と紹介すると、「レイトン卿。それにイリヤとは友人ではない」とレイトンが突っ込みを入れるのはお約束。
カトリーヌ・クロジエ
フランスの実業家。ヴィルヘルム・エンドレの主催したアトランティス会議の出席者の一人。ナイフ使いの達人であるお抱え運転手を使い、他のアトランティス探索者の殺害と証拠の横取りを図る。「山の老人」との接触によりシュリーマンの孫パウルの日記を入手し、レイトン卿にアトランティス探索を依頼する。「山の老人」に加入しようとするが、グレコ神父の配下の襲撃者に殺害された。
ユリウス・レーム
オーストリアの政治家で、移民排斥を唱える政党の党首。父はヒムラーが招集した「ドイツ古代遺産調査団(アーネンエルベ)」の翻訳家兼図書館司書。その縁で、「山の老人」と接触することになり、「山の老人」より禁忌とすべき人類の秘密が何かを知らされる。
スティエバン・ピツラ
クロアチアの歴史考古学者。著書の『死海文書から見たキリスト人間説』はロングセラーとなり、名声を博したが、これは弟子の論文を盗作したもので、さらに、ユーゴ内戦の中でその弟子が自分をかばって死んだことへの後悔からアル中となった。入矢とピツラとは、入矢がクロアチアのドゥブロヴニクにある聖ミリオオンテ教会（永遠の炎の教会）で発見した原稿を『東方見聞録』の祖本と証明しようとする過程で知り合い、入矢の情熱に打たれてピツラは立ち直る。その後は、ザグレブの歴史考古学博物館で、入矢の発見した『東方見聞録』の祖本の研究を続ける。
イアン・ワード
アイルランドの実業家で、ヴィルヘルム・エンドレの主催したアトランティス会議の出席者の一人。入矢とユリをアトランティス探索のパートナーに指名した後、入院中の妻の看病に専念してアトランティス探索からは身を引いているが、妻の退院後は妻とともにアトランティス探索に戻る予定。
リチャード・ウー
世界有数の企業である翼馬グループを率いる香港出身の実業家。リチャード・ウーは欧米向けの名乗り名で、本名は呉文明（シーマンミン）。ヴィルヘルム・エンドレの主催したアトランティス会議の出席者の一人。異母兄に翼馬グループ総帥の座を譲り、アトランティス探索に専念する。イアン・ワードの仲介で入矢と組み、入矢とゼプコとともに、アトランティスの謎を解く鍵とされるソロモンの壺が眠ると言われる始皇帝の墓を盗掘しようとする。
アニタ・ロッカ
1972年ナポリ生まれの女性考古学者。大学の助手をしていたが、チュニスの遺跡の発掘が縁で入矢と知り合い、アトランティス探索に参加する。怪力で料理上手。
バトラー
バチカンの異端審問官。アル中だが、個人戦闘はたいへん強い。上司の指示で入矢と組むことになり、ゼプコとともに三人でカナリア諸島を訪れた。
ゼプコ
シュリーマンの孫パウルの手記をニューヨークアメリカン紙に掲載した新聞記者の息子。パウルと記者は「山の老人」を恐れ、でたらめな内容を新聞に発表したが、記者は、パウルの手記の内容を息子のゼプコに伝えた。父から聞いたアトランティスの情報を手がかりとしてユカタン半島に赴き、マヤ文明のピラミッドを長期にわたって調査していたゼプコを入矢とバトラーが訪ね、三人でカナリア諸島に赴き、アトランティスの痕跡を探した。
ニコス・コー
ギリシア在住の中国人で、アテネで妻と中華レストランを経営。シュリーマンの遺品の取引に関わったことで入矢と知り合う。
赤穴秀行（あかな ひでゆき）
1910年東京生まれ。1939年、ドイツに留学し、ヒムラー直属の「古代遺産調査団」の研究員となり、アトランティスの研究を行なう。第二次世界大戦の終結直前、「山の老人」と対立する組織の勧誘を受け、空襲で死亡したことにして、以降は世界各地を転々として研究を続ける。
プリツェル
赤穴英行博士と同じく、「山の老人」と対立する組織に所属する。「山の老人」との抗争のため、ユリやクロジエといったアトランティス研究家に接触し、提携を模索する。

## 作中の史料・遺跡・神話等の真偽

### 創作資料
作中には創作史料や史跡が登場する。
パウル・シュリーマンの日記
ハインリヒ・シュリーマンの孫パウル自体が実在を疑われており、一般にシュリーマンがアトランティス探索をしていたという話は、ニューヨーク・アメリカンの記者の創作だとされている。作中ではパウルは実在したが、記事自体は山の老人を恐れた記者とパウルの創作であったとしている。なお、7巻166ページに出てくる日記の内容は創作であるが、元ネタはシケリアのディオドロスのビブリオ・テーケー（飯尾都人訳『ディオドロス神代地誌』）であり実在する。
東方見聞録の祖本、スペイン語版
2巻が初出。当然ながらマルコ・ポーロの東方見聞録自体は実在するが、祖本に記されていたという新しい記述関係は全て創作である。なお作中のキーマンの一人でもある東方見聞録の共同編集者のピサのルスティケロも実在するが謎の多い人物であり、アーサー王伝説の物語作家であったかは不明であり別人説がある。ただしクリストファー・コロンブスがアトランティス探求者であったのかということは不確かであるが、実在するアンティル諸島はアトランティスを語源とする。
ミハリス・アウゲリス
3巻が初出。ミハリス・アウゲリスはギリシャの大衆小説家であり、アトランティス研究者ということになっているが創作である。作中では『ソロンの詩』『イソップ物語』の編纂者ということになっている。イソップとソロンが知り合いであるというのはヘロドトスが歴史で記しているが、友人関係にありサントリーニ島に関するなぞなぞを出したということは知られていない。当然ミハリス・アウゲリス編纂本にしかない柱の王国(14巻所収)も作者の創作。
百合若大臣説話
4巻が初出。日本各地に様々な形で伝わっている説話。オデュッセイアと類似しているというのは作者独自の説ではなく、坪内逍遥が最初に指摘し、多くの研究者によって検討されている。
クレタ島のゼウスの洞窟（9巻所収）
3万年前のものとされる壁画が描かれており、ネアンデルタール人と古代文明との関わりが示唆されているが、創作である。この遺跡を調査しているテルジス博士は、クロマニョン人は現代人の祖先ではなく絶滅種だとし、後に入矢もカナリア諸島のグラン・カナリア島の自然人類学博物館を訪れたさいに同じことを述べているが、現代ヨーロッパ人の多くがクロマニョン人の子孫であることは、遺伝学的に証明されている。また、ネアンデルタール人とクロマニョン人が同時代に存在したのは間違いないが、両者の接触と相互の影響についてはまだ確証がない。
カナリヤ諸島
ガイウス・プリニウス・セクンドゥスによれば、B.C.600にフェニキア人ハンノが発見し、当時は無人だが巨大な建造物があったという。なお冥王のピラミッドは明白な創作であるが、テネリフェ島にはトール・ヘイエルダールが発見したグイマーのピラミッドと呼ばれる遺跡がある。

### 参考資料
作中で引用され、実在する資料
アイリアノス『ギリシャ奇談集』松平千秋,中務哲郎　訳 　ISBN 4003212118
かつて大西洋にある強国がギリシャに攻め込んだという伝説について語るプリュギア王ミダスとシレノスの対話が納められている。
ディオドロス・シクルス『神代地誌』 飯尾都人 訳 ISBN 4844784722
アトランティス族とアマゾン族がゴルゴン族と戦争をしたという話の他,プリギュアとアトランティスとの宗教について触れている
クイントゥス『トロイア戦記』 松田治 訳 ISBN 4061594478
水没するトロイが出てくる